# Kim Gwong-hyong
Kim Gwong-hyong   (1 de març de 1946) és un lluitador nord-coreà, ja retirat, especialista en lluita lliure, que va competir durant la dècada de 1970.
El 1972 va prendre part en els Jocs Olímpics d'Estiu de Munic, on guanyà la medalla de bronze en la competició del pes mosca del programa lluita lliure.